# یان زاخارا
یان زاخارا (به چکی: Ján Zachara؛ ۲۷ اوت ۱۹۲۸ – ۲ ژانویهٔ ۲۰۲۵) بوکسور اهل چکسلواکی بود.
از افتخارات وی میتوان به کسب مدال طلا در بازی‌های المپیک تابستانی ۱۹۵۲ اشاره کرد.